# 迦納播棋
迦納播棋（Ba-awa），是流行於迦納的播棋類遊戲，多數規則同於多明尼加播棋。

## 棋具
- 長方形棋盤，分為兩列各六洞。

- 初始佈置時，每洞有四顆棋子。

## 規則
- 每回合玩家輪流行棋，從己方有棋子的洞取出所有棋子，以逆時鐘方向分配到其他的洞中，一洞分配一顆，直至分配完。最後分配的一顆棋子若落於某棋洞，造成該棋洞棋子數不等於一或四，則需再從該洞再進行分配動作，直到最後分配的棋子落於的棋洞的棋子數等於一或四，並且回合結束。若成為四顆時，則由行棋者拿取作計分。

- 分投經過棋洞時，造成有任何棋洞的棋子數等於四顆，則該棋洞的擁有者立即拿取作分數。

- 玩家無法分投時，則必須放棄回合。

- 當棋盤剩下八顆棋子以下時，由先手方拿取，並且遊戲結束。

- 一方獲得超過總棋子數量一半時得勝[1]。

## 外部連結
- 遊戲介紹 （页面存档备份，存于）